# Valérie Maltaisová
Valérie Maltaisová (* 4. července 1990 La Baie, Québec) je kanadská rychlobruslařka a bývalá shorttrackařka.
V roce 2007 se poprvé představila na juniorském světovém šampionátu v short tracku, ve Světovém poháru začala závodit od roku 2008. Na mistrovstvích světa vybojovala 13 medailí, včetně jedné zlaté ze závodu na 3000 m na MS 2012. Zúčastnila se Zimních olympijských her 2010 (1500 m – 14. místo), na Zimních olympijských hrách 2014 získala ve štafetovém závodě na 3 km stříbro a v individuálních závodech skončila v první desítce (500 m – 9. místo, 1000 m – 6. místo, 1500 m – 6. místo) a startovala také na ZOH 2018 (1000 m – semifinále, 1500 m – semifinále, štafeta 3000 m – 8. místo).
Od sezóny 2018/2019 se věnuje rychlobruslení, na podzim 2018 debutovala ve Světovém poháru a roku 2019 premiérově startovala na světových šampionátech. Na Mistrovství světa na jednotlivých tratích 2020 získala bronzovou medaili ve stíhacím závodě družstev a z MS 2021 si z téže disciplíny přivezla stříbro. Startovala také na Zimních olympijských hrách 2022, kde zvítězila ve stíhacím závodě družstev. Dále byla šestá v závodě s hromadným startem a dvanáctá na trati 3000 m. Na Mistrovství čtyř kontinentů 2023 zvítězila na trati 3000 m, v závodě s hromadným startem a ve stíhacím závodě družstev.